# La Grenadière
La Grenadière (em português, O Romeiral) é uma novela de Honoré de Balzac publicada em 1832 na Revue de Paris. No manuscrito original, Balzac a havia intitulado Les Orphelins (Os órfãos), mas ele manteve o título de La Grenadière para a primeira publicação em volume em 1834. Ela figura nos Estudos de costumes publicados por Madame Béchet, na série das Cenas da vida da província. Na edição Furne de 1842, o texto aparecerá nas Cenas da vida privada da Comédia Humana.
Os dois órfãos são os dois filhos da heroína, Madame Augusta Willemsens. "Eram duas pequenas flores recém-separadas do galho, agitadas pela mesma brisa, iluminadas pelo mesmo raio de sol, uma colorida, outra descorada." A novela acaba com a morte da mãe, quando o mais velho dos dois meninos (Luís-Gastão) e seu irmão mais novo (Maria-Gastão) se lançam na vida seguindo os preceitos transmitidos por sua mãe. 
Tudo é muito misterioso neste texto refinado, redigido com um cuidado extremo, uma pérola que, de acordo com sua amiga Zulma Carraud, foi escrito em uma noite, em sua propriedade, ao mesmo tempo em que o autor jogava bilhar voltando sem parar, depois descansando seu taco e retomando a escrita.. 

## Enredo
O Romeiral é o nome de uma casa de campo, simples, mas confortável, onde tudo respira felicidade e simplicidade, desde os velhos criados até os móveis simples, mas de bom gosto, e um jardim particularmente cuidado. Sua locatária, recentemente instalada no lugar com seus dois filhos, a que ela consagra todo seu tempo, parece ter conhecido os tormentos das grandes infelicidades. Mas ela permanece bela, digna e se esforça por esconder de seus filhos seu estado de saúde deplorável. Castigada por um mal misterioso que a corrói cada dia, ela inspira o respeito à boa sociedade do local a ponto de se admitir sua vida de reclusa sem fazer perguntas.
Por outro lado, o leitor se pergunta sobre esta misteriosa mulher de quem o autor descreve a vida anterior por alusão. Ela se casou, sem dúvida, com um lorde inglês e se esconde aqui sob um falso nome. Mas por quê? Conheceu ela um amor adulterino ou seu marido a abandonou? Seus filhos, a quem ela diz em um momento de desespero que ficarão sem pai nem mãe, porque ela vai morrer, serão filhos do lorde inglês ou de qualquer outro? Antes de morrer, ela se dá ao trabalho de entregar a cada um sua certidão de nascimento e também um documento provando sua identidade para que se possa enterrá-la legalmente. Com o documento oficial, descobre-se que ela se chama Lady Brandon, esposa de Lorde Brandon.
Dos 12 mil francos que a mãe guardou para os filhos, Luís destina 10 mil à educação do irmão, enquanto ele se engaja como grumete num  navio. "Enquanto Maria estuda, eu me tornarei tenente da marinha. Morre tranquila, mãezinha; vai: hei de ficar rico e farei meu irmão entrar na Escola Politécnica." Maria-Gastão reaparecerá em 
Memórias de duas jovens esposas, anterior a O romeiral na sequência da Comédia Humana, mas cronologicamente posterior. Lá ficamos também sabendo da morte de Luís-Gastão, deixando sua viúva na penúria.
É na localidade de Saint-Cyr-sur-Loire, onde foi amamentado, que Balzac situa La Grenadière, uma propriedade real onde ele mesmo permaneceu com Laure de Berny em 1830. Essa propriedade existe até hoje nessa comuna, sendo agora um centro equestre. O pai do romancista tinha uma fazenda perto dali. Pierre Jean de Béranger morou lá de 1836 a 1839.